# Zamarada aclea
Zamarada aclea är en fjärilsart som beskrevs av Louis Beethoven Prout 1912. Zamarada aclea ingår i släktet Zamarada och familjen mätare. Inga underarter finns listade i Catalogue of Life.